# Матинпур, Саид
Саид Матинпур (азерб. Səid Mətinpur; 22 сентября 1976, Зенджан, Иран) — иранский национальный культурный деятель, журналист и бывший политзаключённый.
В 2009 году Тегеранский революционный суд приговорил его к восьми годам тюремного заключения. Во время его заключения Amnesty International, «Репортёры без границ» и Комитет по защите журналистов назвали журналиста Саида Матинпура узником совести и потребовали его безоговорочного освобождения.
Он был освобожден 26 августа 2015 года.

## Биография
Саид Матинпур родился 22 сентября 1976 года в Зенджане. Он окончил философский факультет Тегеранского университета.  С 2005 по 2011 год он работал в редакциях еженедельных журналов «Омид-е Занджан», «Пейк-е Азер», «Модже-е Бидари», «Бахар-е Занджан» и «Дилмадж», издаваемых как на азербайджанском, так и на персидском языках в Иране. Газета «Ярпаг» освещала работу объединений, занимающихся обучением и пропагандой азербайджанской культуры и азербайджанского тюркского языка, публиковала произведения местных писателей и поэтов.

### Арест
В 2003 году, после конгресса в замке Бабек, он был арестован полицией Тебриза и содержался под стражей два дня. В 2004 году, после съезда в замке Бабек, он был задержан полицией на один день в городе Ахар. В 2006 году он был арестован силами Эттелаат в Зенджане после действий, связанных с Днем национального восстания. 21 февраля 2007 г. он и его брат Алирза Матинпур были арестованы после акций, связанных с Днем родного языка.  Примерно через 10 дней  Саид Матинпур, Тельназ Немати, Алирза Матинпур и другие активисты были освобождены под залог.
25 мая 2007 года он был похищен из дома без предъявления каких-либо документов и содержался под стражей в офисе Занджан Эттелаат в течение 20 дней. Позже его доставили в тюрьму Эвин в Тегеране.  После содержания здесь более месяца его отправили обратно в тюрьму Зенджан. Родственникам не была предоставлена информация о том, где его держали с 25 мая по 3 июля. Ему разрешили связаться с женой только 3 июля. Содержался 278 дней в одиночной камере тюрьмы Эттелаат в Зенджане. Здесь его постоянно пытали и допрашивали. 27 августа 2007 года его брат Алирза Матинпур также был арестован за оказание давления на Саида Матинпура.. 28 января 2008 года он был освобожден под залог в 500 000 долларов. Собрать необходимые деньги удалось после пожертвований и обращения взыскания на документы 3-х домов.
В 2009 году Саид Матинпур был приговорен к 8 годам тюремного заключения судьей Салавати отделения 15 Тегеранского революционного суда Матинпуру не предоставили адвоката, когда ему предъявили обвинение, и ему дали всего три минуты на защиту. Хотя на решение суда была подана апелляция , она не была удовлетворена, а Саида Матинпура обвинили в общении с иностранцами, а также в ведении пропаганды против государственного устройства Исламской Республики Иран. 11 июля 2009 г. его доставили в тюрьму Эвин для отбытия наказания.
В 2009 году возникли проблемы со здоровьем. Поскольку во время ареста его жестоко пытали, а до ареста у него были некоторые заболевания, в тюрьме его состояние быстро ухудшилось. Кроме того, он страдал от головных болей, болей в спине и головокружений, поскольку 30 человек содержались в месте, где могли находиться только 10 человек. Хотя он неоднократно обращался за медицинской помощью, его заявление не рассмотрели.
17 апреля 2014 г. 31 политзаключенный, в том числе азербайджанские заключенные Саид Матинпур, Асадулла Асади, Исмаил Барзигари, отбывавшие наказание в секции 350 тюрьмы Эвин, были избиты иранскими силовиками Позже Саид Матинпур был переведен в одиночную камеру. В знак протеста против этого он начал голодовку. Его жена Атия Тахири также объявила голодовку в поддержку Саида Матинпура. В знак протеста против насилия в отношении политических заключенных 66 заключенных объявили голодовку. Они потребовали прекращения насилия, извинений от администрации колонии и возвращения осужденных, переведенных в 240-й корпус колонии и одиночные камеры после избиений. Позже азербайджанские национальные активисты Юруш Мехралибейли, Бехнам Шейхи, Махмуд Фазли, Шахрух Замани, Ареш Мохаммади, Исмаил Барзгари Асадулла Асади начали голодовку в знак протеста против растущего притеснения и страданий против них самих и их семей в иранских тюрьмах. После этого в поддержку голодающих южных заключенных национальные активисты начали кампанию под названием «Салам голоду». В поддержку этой кампании из Иранского Азербайджана десятки национальных активистов из Азербайджанской Республики, Турции, Европы и Северной Америки провели 3-дневную голодовку.
28 июля 2014 г. его отпустили на три дня, чтобы он навестил семью. В Занджане его состояние ухудшилось. После того как его доставили в больницу, ему продлили отпуск на несколько дней. 4 августа он вернулся в тюрьму Эвин, расположенную в Тегеране.
26 августа 2015 г. он был освобожден на несколько месяцев раньше срока в соответствии со статьей 134 конституции после отбытия 7 лет и 2 месяцев из 8-летнего срока заключения

## Возражения против захвата
В августе 2007 года активисты азербайджанского национального движения, писатели, религиозные деятели и правозащитники подписали заявление об аресте занджанских журналистов Саида Матинпура, Бахруза Сафари и Джалиля Ганилу. Они отметили, что все трое заключенных занимают особое место в движении за национально-культурные права азербайджанцев и что их арест совершенно незаконен, и потребовали их немедленного освобождения. Один из подписавших заявление священнослужитель Ходжатулислам Сейед Гейдар Баят отметил, что к нему поступали сообщения о пытках задержанных после того, как их доставили в тюрьму Эвин в Тегеране, и отметил, что серьезно обеспокоен состоянием их здоровья.
23 августа 2007 г. Amnesty International объявила Саида Матинпура узником совести. В пресс-релизе, а также в заявлении британской правозащитной группы Frontline говорится, что Саида Матинпура пытали, чтобы заставить его дать признание, переданное по телевидению. В заявлении также отмечается, что после ареста ему не разрешили встретиться с семьей и адвокатом и разрешили лишь несколько коротких телефонных звонков.
21 ноября 2007 года Международный фонд защиты правозащитников, расположенный в центре Дублина и имеющий статус специального советника Экономического и Социального Совета ООН, запустил кампанию под названием «Усиление защиты». Цель этой кампании — собрать подписи за освобождение 14 правозащитников, чья жизнь находится в опасности в 12 странах, в том числе Саида Матинпура, и попытаться оказать давление на правительства, которые их преследуют или заключают в тюрьму.
В 2009 году группа азербайджанских национальных активистов организовала акцию перед главным редактором канала BBC в Лондоне. Помимо требования свободы Саида Матинпура, они раскритиковали BBC Farsi за то, что она не выпускает никаких новостей о Саиде Матинпуре, и потребовали поделиться новостями о нем.
12 марта 2010 года во время матча между тебризским футбольным клубом «Тракторсази» и тегеранским футбольным клубом «Сталь Азин» футбольные болельщики и национальные активисты выкрикивали лозунги «Да здравствует Азербайджан, пусть Матинпур будет свободным!», «Школа на тюркском языке!».
12 июня 2010 г. при поддержке Amnesty International, «Репортеров без границ» и Human Rights Watch в Париже прошел флешмоб с требованием освобождения Саида Матинпура.
В сентябре 2010 года 808 иранских общественных деятелей азербайджанской, персидской, арабской, курдской, белуджской и других этнических групп выступили с открытым письмом с требованием освобождения политических заключенных. Обращение распространили такие новостные сайты, как «HARANA», «Савалан Сеси», «Рахи Каригар», Азербайджанский демократический центр и другие азербайджанские и персидские сайты. Они протестовали против ареста национальных активистов, их содержания в одиночных камерах, частого запрета нанять адвоката, жестоких пыток некоторых задержанных, запрета видеться со своими семьями или звонить по телефону. Позже они потребовали освободить десятки заключенных, в том числе Саида Матинпура, которые до сих пор находятся в тюрьме.
В июне 2011 года «Азербайджанцы мира» начали кампанию по сбору подписей за освобождение пяти азербайджанских политических и культурных деятелей, заключенных в тюрьму в Иране. Подписи за освобождение Саида Муганлы, Айюба Шири, Саида Наими, Симы Дидара и Саида Матинпура собраны на нескольких сайтах.
17 апреля 2012 г. Amnesty International провела в Ванкувере (Канада) кампанию по защите Саида Матинпура из-за его серьезных проблем со здоровьем в тюрьме.
В 2013 году Тебризский университет и Союз Тебризских медицинских университетов обратились с открытым письмом к новоизбранному президенту Ирана Хасану Рухани. В письме также упоминается нарушение прав заключенного Саида Матинпура и подобных ему национальных активистов.
21 сентября 2013 года Amnesty International и Ассоциация по защите азербайджанских политических заключенных в Иране (ADAPP) организовали совместную акцию по случаю дня рождения Саида Матинпура, который провел пятый год в тюрьме Эвин в Тегеране. На мероприятии, прошедшем в центре канадского города Ванкувер, жители города подписали открытки, адресованные верховному религиозному лидеру Ирана с требованием освобождения Саида Матинпура. В этом обращении, помимо немедленного и безоговорочного освобождения узника совести Саида Матинпура, также запрашивалось право неперсидских детей в Иране на получение образования на своем родном языке.
3 мая 2014 г. международная правозащитная организация «Репортеры без границ» объявила список «100 информационных героев», посвященный Всемирному дню свободы прессы. В списке журналисты и блогеры, отличающиеся смелой деятельностью в направлении прав и свобод человека, в том числе узник совести Саид Матинпур.
Пока Саид Матинпур находился в тюрьме, Amnesty International, «Репортеры без границ» и Комитет по защите журналистов назвали журналиста Саида Матинпура узником совести и потребовали его безоговорочного освобождения.